# Колелунго (Ријети)
Колелунго је насеље у Италији у округу Ријети, региону Лацио.
Према процени из 2011. у насељу је живело 276 становника. Насеље се налази на надморској висини од 510 м.